# Strumigenys abdera

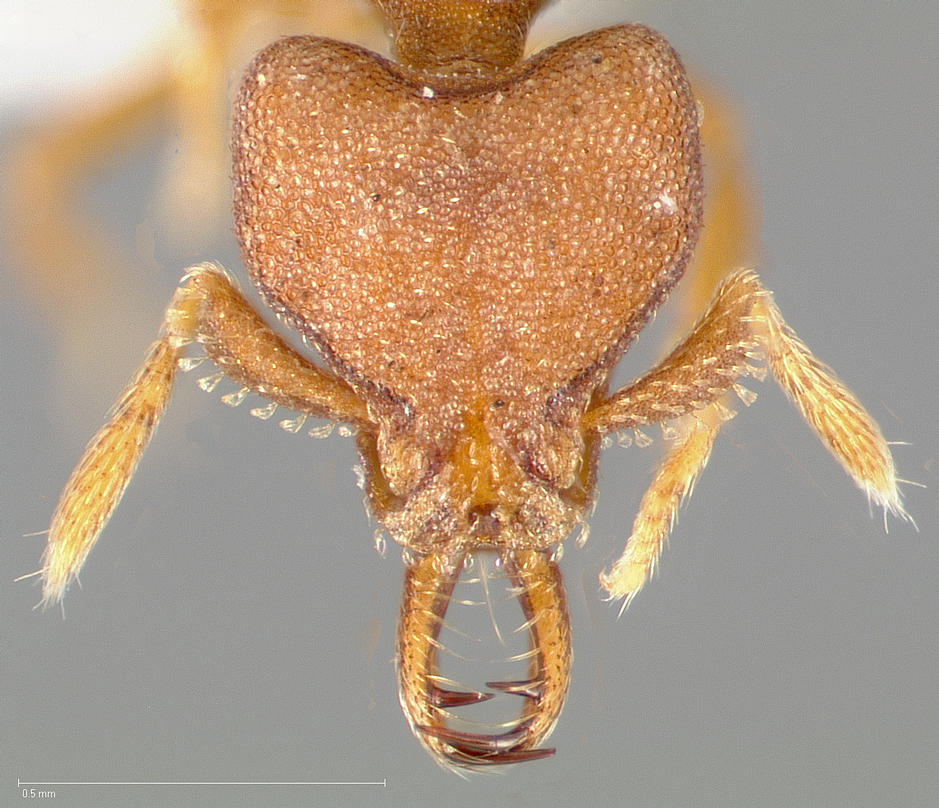
Голова с сомкнутыми жвалами

Strumigenys abdera (лат.) — вид мелких земляных муравьёв из подсемейства Myrmicinae.

## Распространение
Мадагаскар.

## Описание
Мелкие скрытные муравьи (в составе своего рода относительно крупные, длина около 3 мм) с сердцевидной головой, расширенной кзади. Проподеум с короткими зубцами. Апикальная вилка жвал из 2 зубцов, рядом расположены два преапикальных зубца (длина головы HL 0,63—0,71 мм, ширина головы HW 0,58—0,68 мм, мандибулярный индекс MI 42—46). Усики 6-члениковые. Головной дорзум с 4 отстоящими волосками, расположенными в поперечном ряду около затылочного края.
Включён в видовую группу S. arnoldi-group вместе с близким видом Strumigenys alapa (триба Dacetini).
Основная окраска коричневая. Мандибулы длинные, узкие (с несколькими зубцами). Глаза расположены внутри усиковых желобков-бороздок, вентро-латеральные. Нижнечелюстные щупики 1-члениковые, нижнегубные щупики состоят из 1 сегмента (формула 1,1). Стебелёк между грудкой и брюшком состоит из двух члеников: петиолюса и постпетиолюса (последний четко отделен от брюшка), жало развито, куколки голые (без кокона). Специализированные охотники на коллембол. Вид был впервые описан в 2000 году американским мирмекологом Брайном Фишером (Brian L. Fisher, Department of Entomology, California Academy of Sciences, Сан-Франциско, Калифорния, США).

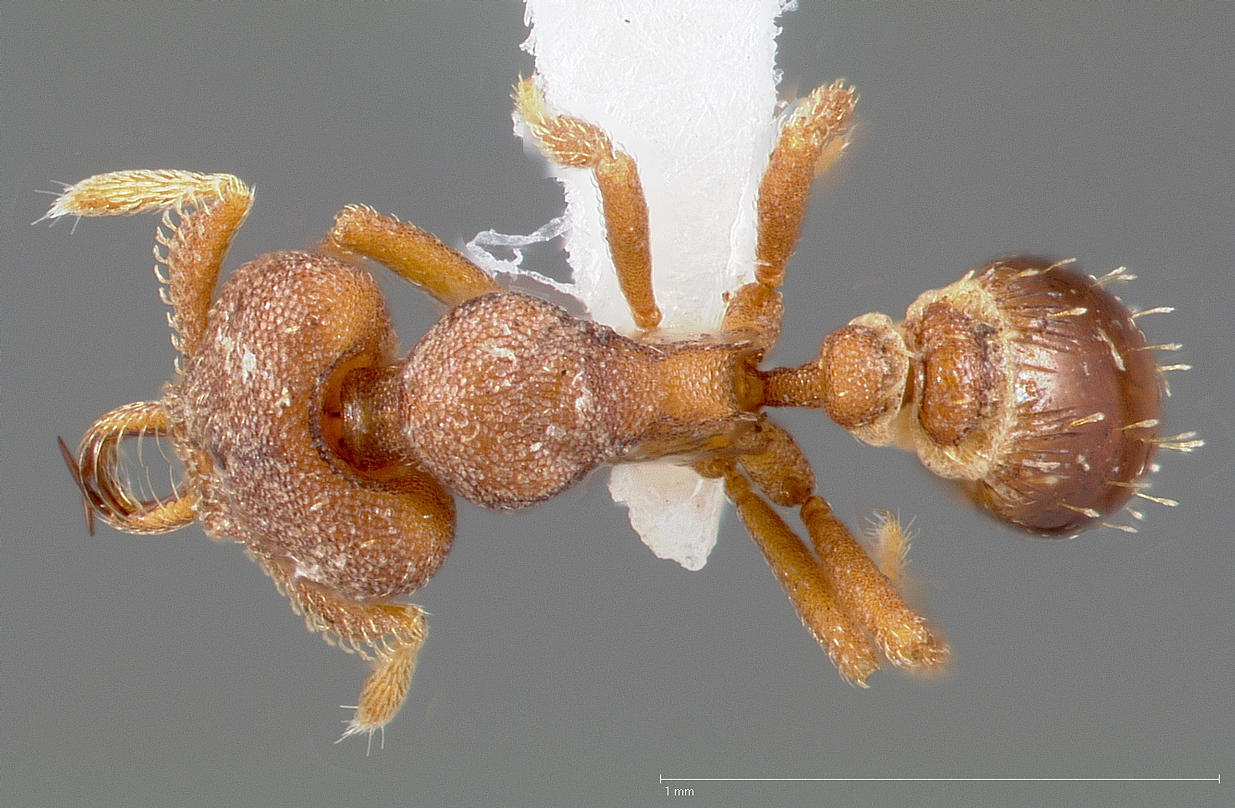
Вид сверху